# ディープディーン (ビクトリア州)
ディープディーン (Deepdene) は、オーストラリア、ビクトリア州メルボルンのサバーブで、メルボルン中心市街地から9km東に位置している。地域自治体 (LGA) はシティ・オブ・バルンダラに属している。2016年の国勢調査によれば、人口は 2,035人である。
かつてディープディーンは、ボールワンのサバーブに含まれる近隣地域のひとつとされていたが、2010年4月に地名局 (Office of Geographic Names) によって正式に区画されたローカリティ (a bounded locality) として公認された。このサバーブの領域を、東側ではボールワン・ロード (Balwyn Road)、北側ではベルモア・ロード (Belmore Road) まで拡大しようとした提案は、2014年4月にバルンダラ・カウンシル (Boroondara Council) で否決された。
ディープディーン郵便局 (Deepdene Post Office) は、1913年7月14日にホワイトホース・ロード (Whitehorse Road)（後のマルンダ・ハイウェイの一部）に開業した。

## スポーツ
ディープディーン・ユナイティング・クリケット・クラブ（Deepdene Uniting Cricket Club、通称「ディーナーズ (Deeners)」）と、ディープディーン・ベアーズ・クリケット・クラブ (Deepdene Bears Cricket Club) は、いずれもディープディーンに本拠地を置いている。またディープディーン・テニス・クラブ (Deepdene Tennis Club) も所在している。

## 歴史
ディープディーン駅は、1891年3月24日に開業したアウター・サークル線の駅であったが、利用客が少なかったため1927年10月9日に一般旅客の扱いは廃止された。この路線を走る列車は、地域の人々から「ディープディーン・ダッシャー (Deepdene Dasher)」と通称されていた。2014年には、この鉄道の歴史を詳しく描いたドキュメンタリー『Melbourne's Forgotten Railway』が公開された。
この鉄道路線は、後にアウター・サークル鉄道記念トレイル (Outercirle railway anniversary Trail) と名付けられた歩道、自転車道として整備され、この鉄道路線の歴史の詳細を伝える説明板などが設置されている。近年では、このトレイルをカンバーウェルまで延伸させる案が検討されている。

## 教育
- Our Lady of Good Counsel
- Deepdene Primary School